# Istituto Mobiliare Italiano
L'Istituto Mobiliare Italiano, comunemente abbreviato in IMI, è stato un istituto di credito a medio e lungo termine ed è una divisione del Gruppo Bancario ISP.

## Storia
L'Istituto Mobiliare Italiano nacque il 13 novembre 1931 come ente di diritto pubblico con a capo il presidente Teodoro Mayer, in carica fino al 14 marzo 1936; alla sua organizzazione primigenia contribuiscono tra gli altri Alberto Beneduce e Felice Guarneri. Accanto all'IRI, questo Istituto svolse un ruolo primario di sostegno dell'economia negli anni di crisi economica, bancaria e produttiva successivi al 1929.
La nascita dell'IMI va inquadrata nella crisi che nei primi anni '30 avevano attraversato le grandi “banche miste” (Banca Commerciale Italiana, Banco di Roma e Credito Italiano), che raccoglievano il risparmio privato in depositi a breve termine e lo utilizzavano per finanziare attività industriali su lungo e medio periodo. L'attività dell'IMI doveva essere invece specializzata nel credito per attività industriali su lungo e medio periodo, emettendo obbligazioni per finanziarsi. Dal 1931 al 1936 presidente dell'IMI fu Teodoro Mayer. In questo periodo l'IMI concesse solo due mutui, uno alle Acciaierie di Terni e uno all'Italgas, mentre gli altri due istituti di credito a medio e lungo termine creati nello stesso periodo, il Crediop e l'ICIPU, sostituivano ampiamente le banche nei rispettivi settori di competenza, concedendo molti prestiti.
Nel 1947 l'Istituto fu una delle banche maggiormente impegnate nella ricostruzione del paese dopo la guerra, con la gestione delle risorse finanziarie derivate dai prestiti statunitensi concessi tramite la Eximbank. Infatti le autorità del Piano Marshall non si fidavano a far gestire i fondi direttamente dallo Stato italiano, temendo che potessero venire dirottati per fini politici. Allora il governatore della Banca d'Italia Donato Menichella, membro della delegazione che trattava con l'ERP, propose che i fondi fossero gestiti dall'IMI e la proposta fu accettata: l'IMI non solo riceveva e versava le somme, ma si occupava anche dell'istruttoria per scegliere a quali imprese erogare i finanziamenti e verificare le garanzie da esse prestate.
Nel 1969 iniziò l'attività di gestione dei fondi governativi dedicati allo sviluppo della ricerca industriale, creando con un team di ingegneri dedicati, un unicum nel panorama bancario italiano, circa la capacità di valutazione di progetti industriali sulla base dei contenuti scientifici e tecnologici sottostanti. Nel 1982 partecipò alla fondazione del Nuovo Banco Ambrosiano, dal cui capitale uscì nel 1985. Le maggiori partecipazioni nell'ente erano quelle della Cassa depositi e prestiti (49,88%), quella dell'INPS (10,43%) e quella dell'INA (9,27%). Nel 1991 l'istituto si trasformò in società per azioni e nel gennaio 1994 si quotò alla Borsa di Milano e alla borsa di New York, advisor dell'operazione fu la banca S.G. Warburg. Il 31 luglio 1998 l'istituto si fuse con Istituto Bancario San Paolo di Torino, dando vita a Sanpaolo IMI.